# Mundial 2018 (historieta)
Mundial 2018 es una historieta de Mortadelo y Filemón, dibujada y guionizada por el historietista español Francisco Ibáñez. La historieta se publicó el 5 de abril de 2018.

## Trayectoria editorial
La historieta fue publicada por Magos del Humor el 5 de abril del 2018. siendo la número 188 de esa colección. Curiosamente la Colección Olé no llegó a publicar esta historieta, a diferencia de las demás de MyF. 

## Sinopsis
En esta ocasión Mortadelo y Filemón viajan a Rusia, país donde se celebra la Copa Mundial de Fútbol de 2018 de la "FOFA" de este año, dado que corre nuevamente riesgo al existir sospechosos sujetos con la intención de secuestrar a Futbolistas. Tendrán la misión de impedirlo. En esta historieta se encuentran personajes como Vladímir Putin, Donald Trump o Mariano Rajoy